# Caso ablativo
O caso ablativo é um caso gramatical indicador não do nome por si, mas de sua característica acidental na zona de processo do verbo. Sendo assim, sofre transferência funcional, não funcionando, semanticamente, como substantivo, mas como advérbio.
O nome "ablativo" é derivado do verbo latino "ablatus", o particípio irregular do verbo "aufero", que significa "levar para fora", "tirar". Em inúmeros idiomas, tais como as línguas germânicas e latinas, o ablativo é formado por meio de preposições, como, por exemplo, no português, em que é formado com a preposição "de", quando essa indicar movimento.
Em suma, o ablativo é o caso dos adjuntos adverbiais e dos agentes da passiva.
No latim, o caso ablativo abrange três antigos casos do indo-europeu: o locativo, o instrumental e o ablativo propriamente dito. Sendo assim, o ablativo latino acaba por expressar diferentes noções como: movimento de origem, preço, matéria, instrumento, companhia, tempo e outros. De acordo com Lisardo Rubio, o caso expressa relação de causa inanimada.

## Ocorrência
Entre os idiomas que possuem o ablativo estão o latim, o finlandês, o húngaro e o sânscrito.